# Дивий Камень (Свердловская область)
Дивий Камень (Дивья Гора) — скала в Свердловской области России, расположенная к востоку от Уральских гор на левом берегу реки Пышмы, в 400 м ниже устья реки Рудянки. Скала находится в окрестностях села Рудянского. Геоморфологический и ботанический памятник природы, место произрастания скальной и горно-степной флоры.
Дивий Камень имеет протяжённость 220 м и высоту до 50 м. Скальный массив имеет вулканическое происхождение. Формирование палеовулкана происходило в морских условиях на небольших глубинах.
На правом берегу реки на месте бывшей деревни Рогалёва ежегодно с 1978 года проводится фестиваль авторской песни «Знаменка».
В 2001 году Постановлением Правительства Свердловской области от 17 января 2001 года № 41-ПП скала Дивий Камень была объявлена геоморфологическим и ботаническим памятником природы. Этим же правовым актом охрана территории объекта возложена на Сухоложское лесничество. Площадь особо охраняемой природной территории составляет 15 га.